# 教育塔

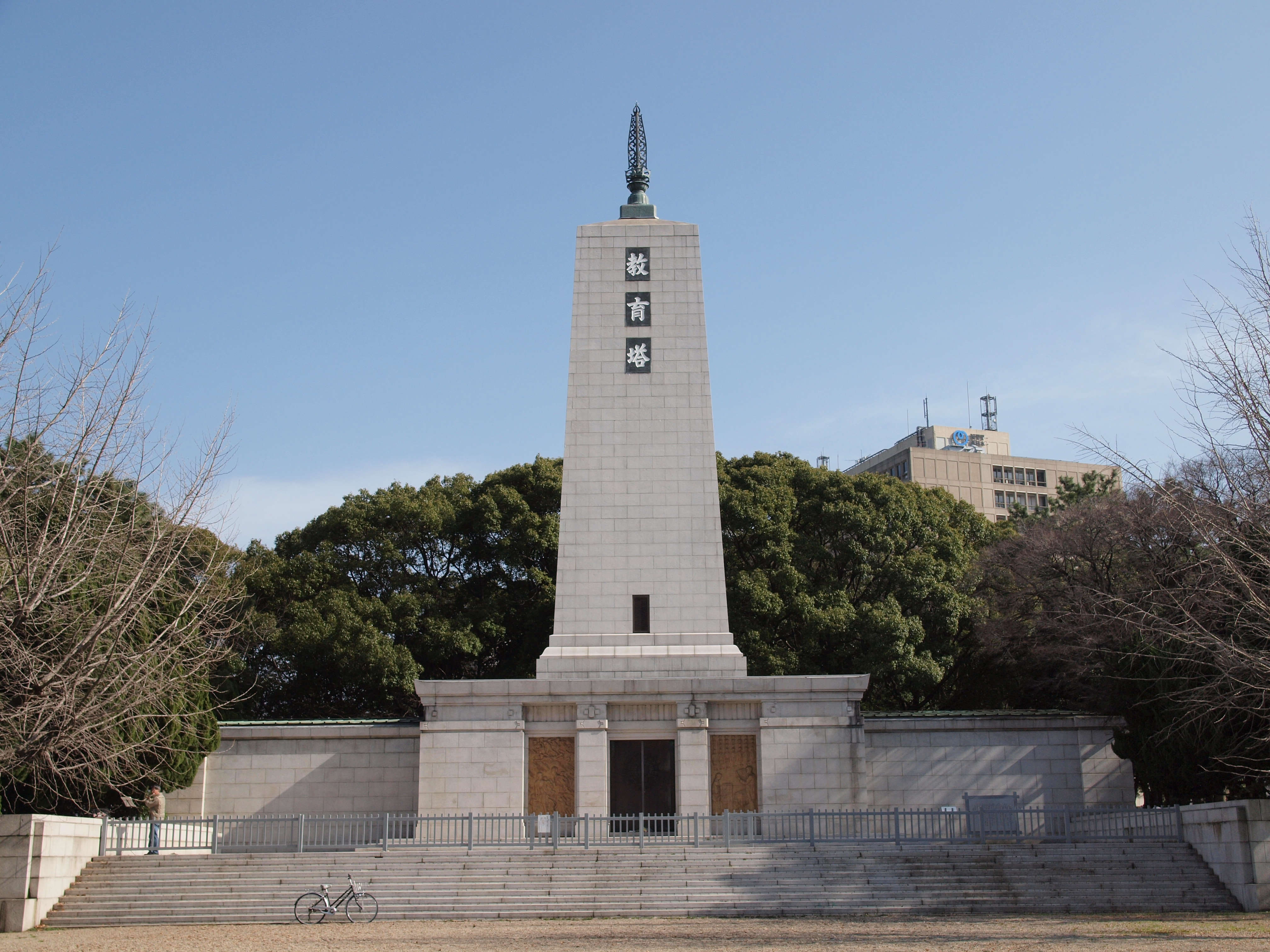
教育塔（2009年2月撮影）

教育塔（きょういくとう）は大阪市中央区の大阪城公園内にある塔。教育に関する殉職者・殉難者の慰霊を目的として建設された。

## 概要
1934年の室戸台風で殉職した教員や死亡した児童が多数出たため、二度と同じような災害が起きないよう祈願し、1936年に帝国教育会の発案・決議により建設された。塔の設計者は公募され、島川精が設計を行った。建設費は寄付で賄われ、当時の金額で約17万5千円、式典費、準備費等を合わせると約32万円かかった。
太平洋戦争後、管理を日本教職員組合が引き継いだ。

## 教育祭
毎年10月30日（教育勅語が発布された日）に行われ、殉職者が合葬される。当初は神式または仏式で執り行われたが、戦後は無宗教形式で行われている。